# 16723 Fumiofuke
16723 Fumiofuke è un asteroide della fascia principale. Scoperto nel 1995, presenta un'orbita caratterizzata da un semiasse maggiore pari a 3,1645878 UA e da un'eccentricità di 0,1902336, inclinata di 2,22305° rispetto all'eclittica.